# Броде, Роберт
Роберт Бигэм Броде (англ. Robert Bigham Brode; 12 июня 1900, Уолла-Уолла, Вашингтон — 19 февраля 1986, Беркли, Калифорния) — американский физик, возглавлявший в Манхэттенском проекте группу, разработавшую взрыватели, использованные в атомных бомбардировках Хиросимы и Нагасаки.

## Ранние годы и образование
Броде родился в Уолла-Уолла, штат Вашингтон, 12 июня 1900 года, в семье Говарда С. Броде, профессора биологии в Уитмен-колледже, и его жены Марты Кэтрин, урождённой Бигэм.
Броде окончил Уитмен-колледж со степенью бакалавра наук в 1921 году. Получил в Калифорнийском технологическом институте степень доктора философии (Ph.D.) по физике в 1924 году, с диссертацией на тему «Коэффициент поглощения медленных электронов в газах». Он показал, что молекулы с одинаковым расположением внешних электронов имеют схожие эффективные сечения столкновения с медленными электронами.
После учёбы Броде работал физиком в Национальном бюро стандартов. Ему была присуждена стипендия Родса для обучения в Ориэл-колледже Оксфордского университета в 1924 и 1925 годах. Затем он получил стипендию Национального исследовательского совета, которую использовал для обучения в Гёттингенском университете в 1925 и 1926 годах и в Принстонском университете с 1926 по 1927 год. Вернувшись в США, он женился на Бернис Хедли Бидуэлл 16 сентября 1926 года. У них родились двое сыновей.
Броде стал доцентом физики в Калифорнийском университете в Беркли в 1927 году, и профессором в 1932 году. Он получил стипендию Гуггенхайма, что позволило ему вернуться в Англию и продолжить учёбу в Кембриджском университете и Биркбек-колледже Лондонского университета в 1934 и 1935 годах.

## Манхэттенский проект
В 1941 году, после начала Второй мировой войны, Броде перешёл на работу в Лабораторию прикладной физики университета Джонса Хопкинса, где участвовал в разработке бесконтактного взрывателя.
В 1943 году он переехал со своей семьёй в секретную Лос-аламосскую лабораторию Манхэттенского проекта, где был назначен руководителем E-3 Fusing Group. Его жена Бернис также получила работу в Лос-Аламосе в качестве вычислителя. Группа Броде состояла из 14 гражданских лиц, 12 офицеров и 37 рядовых специального инженерного отряда. Его задачей было разработать взрыватель, который бы максимально надёжно инициировал подрыв атомной бомбы на заданной высоте над поверхностью земли.
В силу дороговизны атомной бомбы, в этом проекте применялись особо надёжные взрыватели, которые были бы непомерно дорогими в обычной бомбе. Броде и его группе E-3 было поручено разработать механизм взрывателя, который имел бы менее одного шанса из 10000 на отказ в пределах 200 футов (61 метра) от требуемой высоты. При этом требуемая высота изначально не была известна, так как она зависела от точки применения каждой бомбы, которая тогда не была определена.
Группа сосредоточила усилия на радиовзрывателях и взрывателях на основе высотомера. В итоге был выбран и модифицирован прототип — авиационный радар APS-13 Monica, и взрыватели безупречно сработали при атомных бомбардировках Хиросимы и Нагасаки.

## Послевоенный период
После окончания войны Броде вернулся к преподаванию в Беркли.
Помимо исследований и преподавания, Броде занимал ряд организационных должностей в общественных и государственных организациях.
В 1950 году он был одним из двенадцати выдающихся учёных, обратившихся к президенту Гарри Трумэну с просьбой заявить, что Соединённые Штаты никогда не будут применять термоядерную бомбу первыми. В обращении было сказано, что такое применение «было бы предательством всех норм морали и самой христианской цивилизации».
В 1951 году он вернулся в Англию ещё на год, на этот раз в Манчестерский университет в качестве стипендиата программы Фулбрайта.
Броде стал почётным профессором в Беркли в 1967 году. Он умер в своем доме в Беркли 19 февраля 1986 года. Его пережили жена Бернис и сын Джон.